# Такэда-но-мия Цунэхиса
Принц Цунэхиса из линии Такэда (яп. 竹田宮恒久王 Такэда-но-мия Цунэхиса:,  22 сентября 1882, Киото — 23 апреля 1919, Токио) — 1-й глава дома Такэда-но-мия (1906—1919), представитель одной из младших ветвей японской императорской фамилии.

## Биография
Родился в Киото. Старший сын принца Китасиракавы Ёсихисы (1847—1895) и Симадзу Томико (1862—1936), старший брат принца Китасиракавы Нарухисы (1887—1923). В 1902 году он был включен в состав Палаты пэров. 30 ноября 1903 года принц окончил 15-й класс Военной академии Императорской армии Японии.
В 1904 году принц Цунэхиса получил чин генерал-майора Императорской армии Японии. Во время Русско-японской войны 1904—1905 годов принц служил с отличием в императорской гвардейской дивизии и был награждён Орденом Золотого коршуна 5 степени за храбрость в бою. После окончания войны и своего возвращения в Японию император Мэйдзи в марте 1906 года пожаловал принцу титул «Такэда-но-мия» и разрешил ему создать новую боковую линию императорского дома.
В 1910 году принц Ткэда окончил 22-й класс Высшей военной академии Императорской армии Японии. В 1913 году он был награждён высшим государственным Орденом Хризантемы. Принц Такэда Цунэхиса скончался во время от испанского гриппа в Токио в 1919 году.

## Брак и дети
30 апреля 1908 года принц Такэда Цунэхиса женился на принцессе Масако (30 сентября 1888 — 8 марта 1940), шестой дочери японского императора Мэйдзи. Супруги имели сына и дочь:
- Принц Такэда Цунэёси (竹田宮恒徳王, Такэда-но-Мия Цунэёси) (4 марта 1909 — 11 мая 1992), 2-й глава дома Такэда-но-мия (1919—1947)
- Принцесса Такэда Аяко (禮子女王, 4 июля 1913 — 3 сентября 2003), с 1934 года — жена графа Сано Цунэмицу, мать четырёх детей.

## Галерея

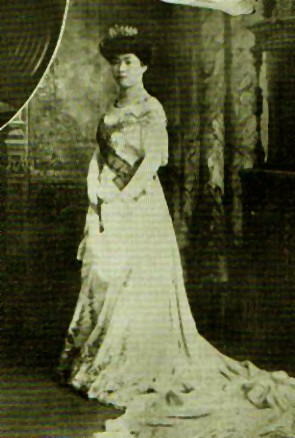
Принцесса Такэда Масако, жена принца Такэды Цунэхисы
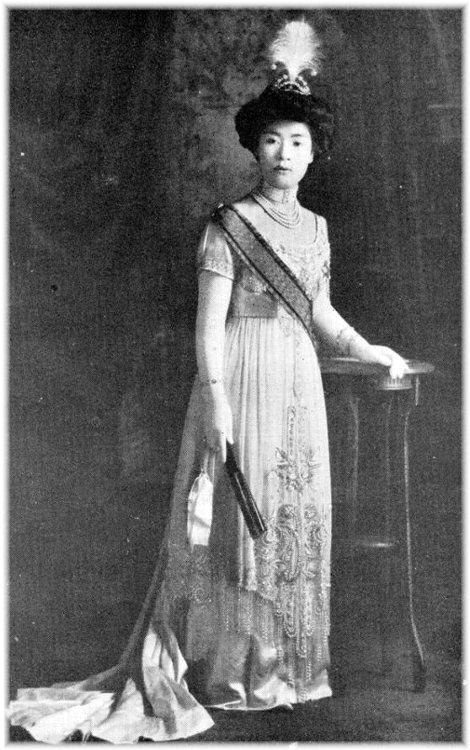
Принцесса Такэда Масако, жена (другое фото)
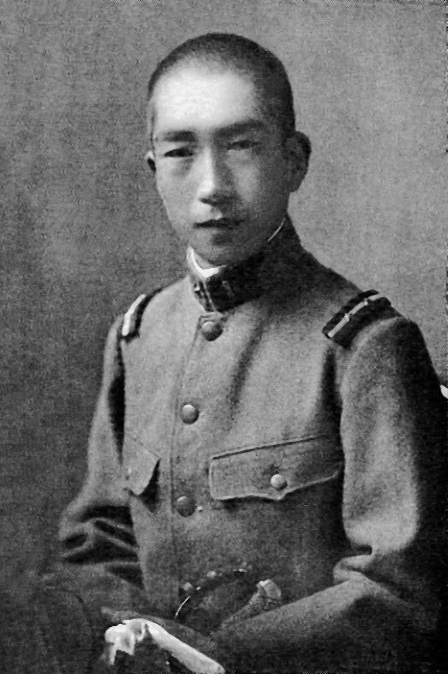
Принц Такэда Цунэёси, единственный сын и наследник титула
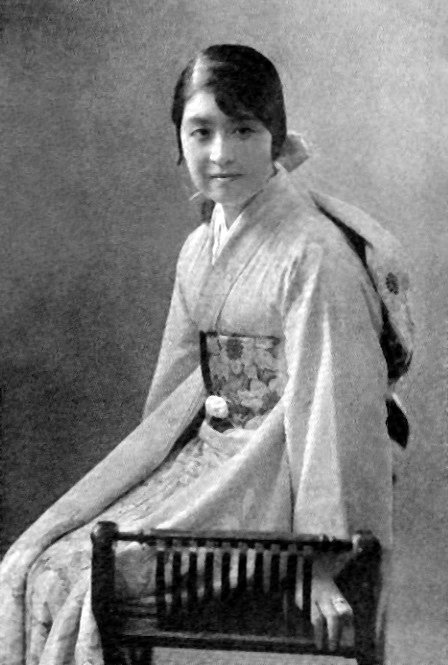
Принцесса Такэда Аяко, единственная дочь принца Такэды Цунэхисы